# Axel Carion
Axel Carion, né le 26 juillet 1985 à Chartres (Eure-et-Loir), est un cycliste français et fondateur du championnat d'ultracyclisme BikingMan.

## Biographie
Sa première expérience de cyclisme sur longue distance et d'exploration à vélo remonte à 2011 alors qu'il réalise une expédition de dix jours et 1 200 km à travers l'Europe centrale (Slovaquie, Ukraine, Roumanie, Moldavie). En 2012, il traverse de nouveau l'Europe centrale en dix jours (Roumanie, Bulgarie, Serbie, Macédoine et Albanie), puis les montagnes de l'Atlas marocain en 2013 et la France en 2014.
En 2015, il traverse l'Amérique du Sud à vélo sur 13 500 km en 240 jours, de Carthagène en Colombie à Ushuaïa en Argentine, en suivant la Cordillère des Andes.
À la suite de cette expédition il crée le BikingMan en 2016, le premier championnat de courses d'ultracyclisme en autonomie totale.
Du 1er janvier au 20 février 2017 il traverse l’Amérique du Sud à vélo (de Carthagène en Colombie à Ushuaïa en Argentine) en équipe, avec le Suédois Andreas Fabricius.
Les deux coéquipiers battent le précédent record détenu depuis 2009 par l'Écossais Scott Napier en 58 jours, en réalisant la traversée en 49 jours, 23 heures et 43 minutes.
En août 2018, il grimpe à vélo l'une des pistes les plus hautes du monde à 5 800 m d'altitude sur les pentes du volcan jumeau Uturuncu au cœur de la région du Sud Lipez bolivien.
En juillet 2019, accompagné du recordman allemand Jonas Deichmann, il parcourt à vélo les 1 900 km de pistes entre la vallée des Incas et la Sierra Blanca au Pérou en 16 jours. Ils traversent des tronçons de piste du Qhapaq ñan (réseau de chemins incas) en suivant un itinéraire surnommé « Peruvian Great Divide » composé de trente-cinq cols à plus de 4 000 m d'altitude dont trois cols plus hauts que le Mont Blanc.
En septembre 2020, Axel Carion accompagné de plusieurs ultracyclistes (Anthony Duriani, Xavier Massart, Romain Level et Fabian Burri) établit le premier record de la traversée de l'île de Beauté en suivant l'itinéraire homologué par l'agence de tourisme corse : la GT20. Ce parcours relie Bastia à Bonifacio en passant par le Cap Corse, le désert des Agriates, la Balagne et le parc naturel régional de Corse. L'équipe parcourt 592 kilomètres et 11 000 mètres de dénivelé et atteint Bonifacio en 35 h 32 minutes,.

## Principales expéditions cyclistes
- 2011 : Traversée des Carpates (1 200 km) en Europe centrale
- 2012 : Traversée de l'Europe centrale (1 500 km)
- 2013 : Traversée de l'Atlas et Anti-Atlas (1 500 km) au Maroc
- 2013 : Traversée de la France de Mulhouse à Nice (1 000 km)
- 2015 : Traversée continentale de l'Amérique du Sud en 247 jours (13 500 km)
- 2017 : Record de la traversée de l'Amérique du Sud en 50 jours (11 000 km)
- 2018 : Ascension du volcan Uturuncu en Bolivie (5 800 m d'altitude)
- 2019 : Traversée du chemin royal des Incas (Pérou) en 16 jours (1 900 km)
- 2020 : Record de la traversée du Jordan Bike Trail en Jordanie en 5 jours (730 km)[15]
- 2020 : Record sur la Grande Traversée 20 (GT20) en Corse en 35h32min (592 km)[16]
- 2021 : Tour de France (3 000 km) en 20 jours en dormant chez l'habitant[17]
- 2022 : Traversée de la piste Hô-Chi-Minh (2 700 km)[18]
- 2024: Traversée des Etats-Unis (5 800 km) en 25 jours[19]